# IC 2631
IC 2631 — галактика типу EN (емісійна туманність) у сузір'ї Хамелеон.
Цей об'єкт міститься в оригінальній редакції індексного каталогу.